# West Vancouver-Capilano (circonscription britanno-colombienne)
Pour les articles homonymes, voir Capilano.
Circonscription électorale provinciale du Canada
West Vancouver-Capilano est une circonscription provinciale de la Colombie-Britannique représentée à l'Assemblée législative de la Colombie-Britannique depuis 1991.

## Géographie
En 2020, la circonscription représente une partie de la ville de West Vancouver dans le district régional du Grand Vancouver.

## Liste des députés
| Législature                                                               | Années                                                                    | Député                                                                    | Député                                                                    | Parti                                                                     |
| West Vancouver-Capilano Circonscription issue de North Vancouver-Capilano | West Vancouver-Capilano Circonscription issue de North Vancouver-Capilano | West Vancouver-Capilano Circonscription issue de North Vancouver-Capilano | West Vancouver-Capilano Circonscription issue de North Vancouver-Capilano | West Vancouver-Capilano Circonscription issue de North Vancouver-Capilano |
| ------------------------------------------------------------------------- | ------------------------------------------------------------------------- | ------------------------------------------------------------------------- | ------------------------------------------------------------------------- | ------------------------------------------------------------------------- |
| 35e                                                                       | 1991–1996                                                                 |                                                                           | Jeremy Dalton (en)                                                        | Libéral                                                                   |
| 36e                                                                       | 1996–2001                                                                 |                                                                           | Jeremy Dalton (en)                                                        | Libéral                                                                   |
| 36e                                                                       | 2001-2001                                                                 |                                                                           | Jeremy Dalton (en)                                                        | Indépendant                                                               |
| 37e                                                                       | 2001-2005                                                                 |                                                                           | Ralph Sultan (en)                                                         | Libérale                                                                  |
| 38e                                                                       | 2005–2009                                                                 |                                                                           | Ralph Sultan (en)                                                         | Libérale                                                                  |
| 39e                                                                       | 2009–2013                                                                 |                                                                           | Ralph Sultan (en)                                                         | Libérale                                                                  |
| 40e                                                                       | 2013–2017                                                                 |                                                                           | Ralph Sultan (en)                                                         | Libérale                                                                  |
| 41e                                                                       | 2017–2020                                                                 |                                                                           | Ralph Sultan (en)                                                         | Libérale                                                                  |
| 42e                                                                       | 2020-2023                                                                 |                                                                           | Karin Kirkpatrick (en)                                                    | Libérale                                                                  |
| 42e                                                                       | 2023–2024                                                                 |                                                                           | Karin Kirkpatrick (en)                                                    | BC United                                                                 |
| 43e                                                                       | 2024-en cours                                                             |                                                                           | Lynne Block (en)                                                          | Conservatrice                                                             |

## Résultats électoraux

Frontière de la circonscription en 2015.
Frontière de la circonscription en 2023.